# 幽靈 (韓國電視劇)
《幽靈》（韓語：유령）為韓國SBS自2012年5月30日起播出的水木迷你連續劇，由《Sign》的編劇金銀姬和導演金亨植攜手打造。講述在頂級電腦背後隱藏的虛擬搜查隊打擊網絡犯罪的過程之中，揭發螢幕背後恐怖的一面和被掩蓋的事實，無時無刻在使用的Twitter、Blog、電子郵件，不經任何考慮隨便的一下點擊，是如何適得其反甚至奪去某些人的性命。蘇志燮與導演金亨植為繼SBS電視劇《該隱與亞伯》後二度合作。

## 劇情簡介
女明星申孝廷從大樓上墜下後當場死亡，不久前她曾在Twitter寫下想死的留言，媒體和民眾們懷疑是連日來鬧得沸沸揚揚的性招待醜聞導致這齣慘劇的發生，紛紛要求警方一定查出真相，是否真的有性招待名單的存在。正當警方想以自殺結案之時，神祕駭客哈迪斯向大眾公開了一則短片，揭開申孝廷的死亡真相，不料自己卻被誣陷為殺人兇手，而他的真實身份也被曝光，其實是虛擬搜查1隊隊長金宇炫（蘇志燮飾演）的警大同學——朴奇永（崔丹尼爾飾演）。
面對宇炫的質問，奇永矢口否認他是兇手，並透露不久前有人要給他一筆巨額，讓他找出存在申孝廷電腦中的「Phantom」檔案，但是向來神祕的哈迪斯行蹤連警察都查不出來，卻被那個人輕鬆找到，引起了奇永的疑心。只要找到「Phantom」檔案，說不定就可以找到那個人，也能知道誰是真兇，於是奇永潛入警察廳尋找申孝廷的筆記型電腦，不巧被虛擬搜查隊女警柳江美（李沇熹飾演）逮個正著，兩人也一起看到了「Phantom」檔案中不可告人的秘密。
對此摸不著頭緒的奇永，與宇炫約了要見面，但是一場爆炸使得宇炫一命嗚呼，苟延殘喘的奇永顏面全部損毀，被誤以為是宇炫送往醫院治療。奇永為了找出栽贓他以及殺死宇炫的傢伙，決定以宇炫的身份過活，並揭發這一切不為人知的內幕，唯一知道這些事的江美也協助了奇永。一年後，獲得新生的奇永回到了警察廳上班，在尋找背後藏鏡人的同時，還得防範一直想要戳破他真面目，處處與他對立的新上司「瘋牛」全赫柱（郭度沅飾演）......

## 演員陣容

### 主要角色
| 演員     | 角色           | 介紹 | 粤语配音 | 国语配音 |
| 蘇志燮   | 金宇炫 /朴奇永 | 警察廳虛擬搜查隊隊長，解決事件時永遠只執著於道理和原則，過分熱情會成為搜查中的毒藥所以冷淡，同事們都被他畫清界線。唆使朋友排擠別人並致其自殺所刪除的文字記錄、被連續殺人犯偷走的情報、將夫人殘忍殺害的教授與同居女子的電子郵件記錄，想隱藏的祕密不管怎麼刪除，都依然存在著，宇炫尋找的是隱藏在0和1之間的證據。 | 蘇強文   | 宋克軍   |
| 崔丹尼爾 | 朴奇永         | 宇炫的警大同學、「紀實故事」報社代表。將政府政策事業活動明細、國會議員違法收入帳戶等公開，數年都沒有被抓到尾巴的奇永擁有的華麗戰績。認為所有情報都應該共享，通過只說真話的紀實故事報導，揭露著小說般的陰謀，他的報導總會達到驚人的點閱率和回覆。曾經夢想成為警察，進入了警大後卻因某個事件離開了。             | 麥皓豐   | 康殿宏   |
| 李沇熹   | 柳江美         | 警察廳虛擬搜查隊美女警察，在這美貌可以包容一切的社會，被過分出色外貌影響的唯一一人正是柳江美。任職初期沒有認出犯人，還用巡邏車親切地護送，被犯人用手銬銬了一晚，飄泊在新萬金圍湖造田區，她就是這傳奇故事的主角。總之就是有人不承認她是個警察，但江美是不會放棄的，因為她有一定要成為警察的理由。               | 劉惠雲   | 魏晶琦   |
| 嚴基俊   | 趙賢敏         | 世強證券代表，憑藉著冷靜和快速的判斷，像遊戲般地享受事業。最敬愛的父親在自己眼前死去，為了生存和復仇，他瞭解到要擁有不可動搖的力量。「不能放鬆警戒」、「除了自己以外誰都不能相信」、「利用完畢，價值消失就要被丟棄」，從不曾忘記自己的信念，造就了現在的趙賢敏，在支撐自己心跳的復仇結束前絕對不會停止。       | 陳廷軒   | 魏伯勤   |
| 郭度沅   | 全赫柱         | 重案界第一瘋牛，擁有銳利的觸覺及特有的勝負本能，就算是睡著了，只要一叫警察，雙腳和雙拳也會一起出擊。努力抓到的重要嫌疑人，卻被宇炫提出的數字證據而釋放，使他對虛擬搜查隊更加反感。於案發現場再一次與宇炫面對面，理論上已經結束的殺人事件，但根據自己的感覺還是未了結事件，赫柱決心死咬著不鬆開。               | 蔡德鈞   | 曹冀魯   |
| 宋昰昀   | 崔勝妍         | 「紀實故事」記者，地方上的大學出身。在這個自尊心和無謂精神高漲的報社中，有一個被稱為「報社記者」的崔勝妍和一個被稱為「帥氣代表」的朴奇永。知道了奇永是駭客哈迪斯的事實，獨自一人的勝妍湧現出從沒有過的記者意識，看著充滿野心的第一篇報導得到的推薦和回覆，於是下定決心「紀實故事」的命脈由她來延續。           | 羅杏芝   | 蘇肇樺   |

### 警察廳
| 演員   | 角色   | 介紹 | 粤语配音 | 国语配音 |
| 權海驍 | 韓英石 | 天生是個電腦盲，因為一個電算差錯而被調往虛擬搜查隊。在工作時有出奇且準確的直覺，但來到虛擬搜查隊後，變得無法捉摸的這種感覺讓他陷入苦惱。 | 張炳強   | 魏伯勤   |
| 林智圭 | 卞尚宇 | 重案組出身，話多的新人警察，全赫柱的跟班。對江美一見鍾情後，為她獻出無限的關心與支持。                                                   | 鍾見麟   | 宋昱璁   |
| G.O    | 李泰均 | 以前在遊戲界開發保安程式，被虛擬搜查隊特別招收，但對於「出動」有著恐懼感。一旦被捲進是非中，就不知道怎麼做才是正確的，只想要逃避。       | 李震權   | 陳彥鈞   |
| 白承賢 | 姜恩鎮 | 對於機械、程式和系統等問題無所不知的證據分析博士，對於連知識集大成於一身的自己都抓不住痕跡的哈迪斯十分佩服。                             | 馮錦堂   | 康殿宏   |
| 裴民熙 | 李惠蘭 | 影片分析專家，認為這個職業就是自己的宿命，但大部分業務都涉及成人影片，覺得是一種人力浪費。                                               | 黃瑩瑩   | 劉如蘋   |
| 崔政宇 | 申景修 | 警察廳搜查局長，下屆警察廳長候選人之一。很愛護前上司的兒子宇炫，同時也是他的堅強後盾。                                                   | 李錦綸   | 魏伯勤   |
| 張鉉誠 | 全載昱 | 局長級中最年輕的人物，卻也是名聲最響亮的局長，面臨問題直接突破的強硬派，最近成為新設的虛擬安全局局長。                                   | 張錦江   | 康殿宏   |
| 鄭東煥 | 金錫俊 | 宇炫的父親，現在臥病在床。曾是警界的高層幹部。對於警察組織擁有與眾不同的使命感和自負心，但由於某次事件，黯然地離開了崗位。               | 林國雄   |          |

### 世江集團
| 演員   | 角色   | 介紹                                                         | 粤语配音 | 国语配音 |
| 明桂南 | 趙炅新 | 世江集團會長                                                 | 譚炳文   |          |
| 全仁澤 | 趙炅炆 | 賢敏的父親，13年前自殺身亡。                                 | 林保全   |          |
| 李載允 | 趙在民 | 趙炅新的兒子，世江汽車代表，最有希望成為世江集團繼承者之人。 | 李鎮然   |          |
| 朴止一 | 文常務 | 賢敏的助手                                                   | 盧國權   |          |

### 其他人物
| 演員   | 角色   | 介紹                               | 粤语配音 | 国语配音 |
| 尹智慧 | 具妍珠 | 「我們日報」女記者                 | 梁少霞   |          |
| 李源根 | 全道刑 | 香港駭客組織「大哥集團」成員       | 陳灝瑋   |          |
| 崔鎮鎬 | 譚思明 | 香港駭客組織「大哥集團」老闆       | －       |          |
| 丁文晟 | 廉在熙 | 賢敏的部下，Safe-Tech職員。        | 劉奕希   |          |
| 權泰元 | 南尚元 | CK電子代表                         | 盧國權   |          |
| 李基永 | 林治賢 | 負責偵查趙在民殺人事件的檢察官     | 林保全   |          |
| 李絮   | 申孝廷 | 女明星，賢敏的戀人。               | 羅孔柔   |          |
| 康星民 | 楊勝載 | 韓幼利的男友，申孝廷的前經紀人。   | 巫哲棋   | 陳彥鈞   |
| 鄭多惠 | 鄭瑞恩 | 在網路上發佈申孝廷惡意評論的女人   | 何寶珊   | 劉如蘋   |
| 郭智敏 | 全恩瑟 | 江美的高中同學                     | 何寶珊   | 劉如蘋   |
| 韓寶貝 | 郭智秀 | 聖淵高中學生                       | 魏惠娥   | 蘇肇樺   |
| 荷承里 | 鄭美英 | 聖淵高中學生，連續自殺案件嫌疑者。 | 黃昕瑜   |          |
| 陳慶   | 吳妍淑 | 聖淵高中老師                       | 林芷筠   | 馮美麗   |
| 崔珉   |        | 聖淵高中老師                       | 巫哲棋   |          |
| 李泰宇 | 金善友 | 宇炫的兒子                         | 魏惠娥   |          |
| 鄭明俊 |        | TV新聞廣播員                       |          |          |
| 張恆俊 |        | Luna Bar主人                       | 馮錦堂   |          |
| 河秀豪 |        | 海明度假村經理                     | 林國雄   |          |
| 金盛吳 |        | 申孝廷的粉絲                       | 巫哲棋   |          |
| 李準   |        | 行人                               | －       |          |

## 音樂
- 《幽靈》OST（發行日期：2012年7月17日）

| 曲序 | 曲目                          | 演唱            | 时长 |
| ---- | ----------------------------- | --------------- | ---- |
| 1.   | 幽靈（不是相愛過嗎）          | MBLAQ           | 4:03 |
| 2.   | 思念中哭泣                    | 申寶拉          | 4:15 |
| 3.   | 因為想念因為流淚              | 李秀英          | 4:02 |
| 4.   | Burn Out                      | Block B         | 3:43 |
| 5.   | 怎辦                          | 李基燦          |      |
| 6.   | Ghost                         | Various Artists |      |
| 7.   | Save You                      | Various Artists |      |
| 8.   | Goodbye, My Face              | Various Artists |      |
| 9.   | Mysterious Man                | Various Artists |      |
| 10.  | Steganography                 | Various Artists |      |
| 11.  | New Life                      | Various Artists |      |
| 12.  | Beautiful Agony               | Various Artists |      |
| 13.  | Stuxnet                       | Various Artists |      |
| 14.  | Slow Walking                  | Various Artists |      |
| 15.  | Black Out                     | Various Artists |      |
| 16.  | 幽靈（不是相愛過嗎）（Inst.） | Various Artists |      |
| 17.  | Burn Out（Inst.）             | Various Artists |      |

### 其他搭配歌曲
- 台灣東森戲劇台版本
  - 片尾曲：周傳雄《櫻吹雪》

## 收視率
| 集數       | 播出日期   | TNmS 收視率      | TNmS 收視率    | AGB 收視率       | AGB 收視率     |
| 集數       | 播出日期   | 大韓民國（全國） | 首爾（首都圈） | 大韓民國（全國） | 首爾（首都圈） |
| ---------- | ---------- | ---------------- | -------------- | ---------------- | -------------- |
| 1          | 2012/05/30 | 10.7%            | 13.4%          | 7.6%             | 8.6%           |
| 2          | 2012/05/31 | 12.1%            | 14.5%          | 8.9%             | 9.9%           |
| 3          | 2012/06/06 | 13.0%            | 17.7%          | 11.4%            | 13.3%          |
| 4          | 2012/06/07 | 14.2%            | 17.3%          | 11.8%            | 12.3%          |
| 5          | 2012/06/13 | 11.9%            | 15.3%          | 10.6%            | 11.9%          |
| 6          | 2012/06/14 | 13.1%            | 16.0%          | 12.2%            | 13.7%          |
| 7          | 2012/06/20 | 12.7%            | 14.9%          | 10.8%            | 11.8%          |
| 8          | 2012/06/21 | 14.1%            | 17.0%          | 11.2%            | 12.6%          |
| 9          | 2012/06/27 | 13.1%            | 15.8%          | 11.1%            | 11.6%          |
| 10         | 2012/06/28 | 13.5%            | 17.0%          | 11.0%            | 12.0%          |
| 11         | 2012/07/04 | 14.1%            | 17.1%          | 11.4%            | 12.0%          |
| 12         | 2012/07/05 | 15.6%            | 17.9%          | 13.8%            | 15.0%          |
| 13         | 2012/07/11 | 15.7%            | 19.6%          | 13.3%            | 14.3%          |
| 14         | 2012/07/12 | 17.0%            | 20.4%          | 14.2%            | 15.7%          |
| 15         | 2012/07/18 | 15.3%            | 18.3%          | 13.4%            | 14.9%          |
| 16         | 2012/07/19 | 16.0%            | 19.8%          | 13.9%            | 15.4%          |
| 17         | 2012/07/25 | 14.5%            | 16.9%          | 13.3%            | 15.0%          |
| 18         | 2012/07/26 | 16.5%            | 19.4%          | 15.3%            | 16.0%          |
| 19         | 2012/08/08 | 13.3%            | 16.5%          | 12.9%            | 14.3%          |
| 20         | 2012/08/09 | 13.7%            | 16.4%          | 12.2%            | 12.8%          |
| 平均收視率 | 平均收視率 | 14.0%            | 17.0%          | 12.0%            | 13.2%          |

## 同期競爭作品
- KBS 水木連續劇：《新娘面具》
- MBC 水木迷你連續劇：《I do I do》

## 獲獎記錄
- 2012年第5屆韓國電視劇大賞
  - 優秀男演員獎（郭度沅）
- 2012年SBS演技大賞
  - 特別企劃劇部門 最優秀男子演技獎（蘇志燮）
  - 十大明星獎（蘇志燮）
  - 特別企劃劇部門 優秀男子助演獎（郭度沅）

## 轶事
片中“聖淵高中”的片段是在京畿道坡州市的云井高中拍摄的（见第8集42分钟左右处，该学校于2012年6月5日正式运行）。

## 腳註
1. ↑  第6集，墓碑上漢字為「趙炅炆」。
2. ↑  TNmS 멀티미디어 홈페이지 的存檔，存档日期2012-11-12.
3. ↑  AGB닐슨 미디어리서치 홈페이지 的存檔，存档日期2013-12-26.
4. ↑  取代KBS《新娘面具》播出的奧運比賽創下了23.3%的收視率，MBC《偶像奧運會2》的收視率為7.9%。
5. 1 2  受到2012倫敦奧運影響，第19、20集延後2週播出。

## 外部連結
- 韓國SBS官方網站 （页面存档备份，存于）
- 臺灣東森戲劇台官方網站（繁體中文）
- 香港無綫電視官方網站 （页面存档备份，存于）（繁體中文）

| SBS 水木劇                                     | SBS 水木劇                                   | SBS 水木劇 |
| ---------------------------------------------- | -------------------------------------------- | ---------- |
|                                                | 幽靈 （2012年5月30日 - 2012年8月9日）        |            |
| 屋塔房王世子 （2012年3月21日 - 2012年5月24日） | 致美麗的你 （2012年8月15日 - 2012年10月4日） |            |

| 香港 無綫劇集台／煲劇1台 另類劇場 星期六 23:00 - 01:30                 | 香港 無綫劇集台／煲劇1台 另類劇場 星期六 23:00 - 01:30 | 香港 無綫劇集台／煲劇1台 另類劇場 星期六 23:00 - 01:30 |
| ---------------------------------------------------------------------- | ------------------------------------------------------ | ------------------------------------------------------ |
|                                                                        | 幽靈 （2013年4月13日 - 2013年6月15日）                 |                                                        |
| 新時段                                                                 | 阿娘使道傳 （2013年6月22日 - 2013年8月24日）           |                                                        |
| 香港 TVB Window 星期一至五 12:30 - 14:00、20:30 - 21:55及23:30 - 01:00 |                                                        |                                                        |
| 異鄉醫生 （2014年12月9日 - 2015年1月5日）                              | 幽靈 （2015年1月6日 - 2015年2月2日）                   | 韓國小姐 （2015年2月3日 - 2015年3月2日）               |
| 香港 無綫電視J2 星期一至五 23:00 - 00:00 · 7月16日 23:20 - 00:20       |                                                        |                                                        |
| 奇怪的保姆 （2015年5月11日 - 2015年6月11日）                           | 幽靈 （2015年6月12日 - 2015年7月16日）                 | 異鄉醫生 （2015年7月17日 - 2015年8月21日）             |

| 臺灣 東森戲劇台 星期一至五 22:00 - 23:00           | 臺灣 東森戲劇台 星期一至五 22:00 - 23:00     | 臺灣 東森戲劇台 星期一至五 22:00 - 23:00 |
| -------------------------------------------------- | -------------------------------------------- | ---------------------------------------- |
|                                                    | 真愛密碼 （2014年11月12日 - 2014年12月15日） |                                          |
| 九轉時光的旅行 （2014年10月14日 - 2014年11月11日） | 祕密 （2014年12月16日 - 2015年1月12日）      |                                          |

| 臺灣 愛爾達影劇台 星期一至五 21:00 - 22:30         | 臺灣 愛爾達影劇台 星期一至五 21:00 - 22:30        | 臺灣 愛爾達影劇台 星期一至五 21:00 - 22:30 |
| -------------------------------------------------- | ------------------------------------------------- | ------------------------------------------ |
|                                                    | 主君密碼 （2015年5月20日 - 2015年6月16日）        |                                            |
| 沒關係，是愛情啊 （2015年4月28日 - 2015年5月19日） | 為愛而生 張玉貞 （2015年6月17日 - 2015年7月20日） |                                            |